# Rui Eduardo Lopes Simões
Rui Eduardo Lopes Simões (Lourenço Marques, 9 de Setembro de 1962) é um empresário português, gerente da DataKiosks Tecnologias Multimédia.
Filho de uma comerciante e do jornalista Ferreira Simões, frequentou estudos em duas escolas de Joanesburgo, Robertsham Primary School e Jeppe High School For Boys e ainda no Instituto Superior Técnico e ISCTE - Instituto Universitário de Lisboa.
Actualmente, para além das suas actividades empresariais na área da indústria de entretenimento tradicional (incluindo operações com meios automáticos de pagamento), procura associativar vários membros empresariais em torno de interesses comuns e de interesse para as comunidades. Contribui regularmente para a wikipédia, quer na versão portuguesa, quer inglesa, nesta última visando divulgar nomes ilustres da lusofonia bem como organizações lusófonas de fins não lucrativos. Prepara actualmente uma obra sobre um tratamento único e suis generis para a toxicodependência, com possíveis aplicações terapêuticas para a doença de Parkinson e Alzheimer.